# Сербская радикальная партия (Республика Сербская)
Сербская радикальная партия Республики Сербской (серб. Српска радикална странка Републике Српске — СРСРС) — националистическая политическая партия, действовавшая в Боснии и Герцеговине (почти исключительно в Республике Сербской).

## История
Партия была основана 12 февраля 1992 года в Баня-Луке как отделение Сербской радикальной партии; первым председателем был Никола Поплашен. 
С 2002 года и до её ликвидации руководителем партии был Миланко Михайлица.

## Участие в выборах
На выборах 1993 года была второй по популярности партией в РС после Сербской демократической партии. В 2002 году партия получила 4 места в Народной Скупщине Республики Сербской, в 2006 году — 2 места. На последних парламентских выборах 3 октября 2010 года партия собрала 15 166 (2,39%) голосов и 1 из 83 депутатских мандатов в НС РС. На прошедших одновременно выборах президента Республики Сербской представитель партии Драган Джурджевич занял шестое место, получив 8178 (1,29%) голосов. В Палате представителей Боснии и Герцеговины партия не была представлена.

## Программа партии
Партия называла себя патриотической и демократической, выступала за сохранение нынешнего положения в Боснии и Герцеговине, установленного Дейтонским соглашением и закреплённого в Конституции Боснии и Герцеговины.
Кроме СРСРС, в Республике Сербской также действует Сербская радикальная партия «Доктор Воислав Шешель».

## Расформирование
19 апреля 2019 года партия прекратила существование, войдя в состав Партии демократического прогресса.